# Оборкапетан
Оборкапетан је био командант српских хајдука у служби Хабзбуршке монархије у Краљевини Србији (1718—1739). Током постојања Краљевине, тројица личности су имала ранг оборкапетана. 

## Историја
Запис Спиридона Вујановића, игумана манастира Хопова у Фрушкој гори, везује настанак Народне милиције за Еугена Савојског који је поставио први командни кадар Српске народне милиције по Крајини. Он се састојао од двојице оборкапетана, десет капетана, двојице поручника и једног мајора. Оборкапетани су били Вук Исаковић и Станиша Марковић-Млатишума. Гувернер Карло Александар Виртембершки наредио је свом капетану Декрегу да уреди Српску народну милицију. Он ју је разделио на 19 капетаната, војних команди за одбрану пограничног појаса од Турака. Вук Исаковић имао је седиште у Црној Бари, а Млатишума у Крагујевцу. На просторе Краљевине су у периоду након завршетка рата довођени досељеници. Највећи број њих били су ускоци. До преуређења Српске народне милиције дошло је 1728. године. Један капетанат је укинут. На челу осамнаест капетаната налазио се надкапетан (оборкапетан) Вук Исаковић. Сви капетанати подељени су у четири групе на челу са тројицом оборкапетана: Вук Исаковић, Станиша Марковић Млатишума и Коста Димитријевић (из Параћина). 